# Congoharpax aberrans
Congoharpax aberrans es una especie de mantis de la familia Hymenopodidae.

## Distribución geográfica
Se encuentra en Costa de Marfil, Gabón, Ghana, Guinea, Camerún, Congo y Senegal.